# Yvonne De Carlo
Yvonne De Carlo (ur. 1 września 1922, zm. 8 stycznia 2007) – kanadyjska aktorka filmowa i telewizyjna, piosenkarka oraz tancerka.

## Życiorys
Źródło: Filmweb
Urodziła się w 1922 roku w Vancouver w Kanadzie. Ojciec opuścił rodzinę, kiedy miała trzy lata. Była samotnie wychowywana przez matkę – Marie De Carlo. Za namową matki, Yvonne podjęła naukę w lokalnej szkole tańca, a także w szkole dramatycznej. Pod koniec lat trzydziestych XX wieku, Yvonne wraz z matką przeniosły się do Hollywood, gdzie znalazła pracę w chórze. Równocześnie zaczęła też chodzić na castingi, chcąc zacząć grać w filmach. Początkowo grywała epizodyczne role w przeciętnych produkcjach. Przełomem okazała się rola w filmie „Salome, Where She Danced” (1945), która zapewniła jej rozpoznawalność. Sukcesem okazała się rola w filmie „Frontier Gal” (1945), po którym zaczęła dostawać znaczące role, w takich filmach jak np. w „Song Of Scheherazade” (1947). W tym okresie była kojarzona z epickimi filmami kostiumowymi i musicalami, gdzie grała egzotyczne piękności. Dopiero rola w westernie „Black Bart” (1948) pomogła Yvonne przełamać ten schemat. Jednak od tej pory kojarzono ją z westernami. Te najbardziej znane z jej udziałem to: „Tomahawk” (1951), „Silver City” (1951) oraz „Shotgun” (1955). De Carlo pojawiła się również w odcinku pilotażowym „Bonanzy” w 1959 roku. Jej najlepiej zapamiętanym filmem z lat pięćdziesiątych jest „Dziesięcioro przykazań” (1956). Poza aktorstwem Yvonne wydała w tym czasie kilka albumów muzycznych. W 1955 roku Yvonne De Carlo poślubiła aktora i kaskadera Roberta Morgana w 1955 roku. Razem pojawili się w filmie „Death Of Scoundrel” (1956). Po narodzinach dwóch synów aktorka zaczęła ograniczać aktywność zawodową. Poprzestała na takich jak np. Lily Munster w „The Munsters”, który zapewnił De Carlo popularność przed nowym pokoleniem fanów. Nakręcono 70 odcinków i mimo popularności serialu został on przerwany w 1966 roku. Duża część obsady spotkała się później ponownie na planie „Munster, Go Home!” (1966 r.).
W latach sześćdziesiątych aktorka wróciła do westernów i wystąpiła m.in. w „Hostile Guns” (1967) i „Arizona Bushwhackers” (1968). Po rozwodzie z Robertem Morganem w 1968 roku na trzy lata porzuciła aktorstwo. W 1971 roku zagrała w filmach „Follies”, „Siedem minut” i „The Delta Factor”. Od początku lat siedemdziesiątych, grywała już sporadycznie. Zmarła w 2007 roku w Los Angeles z powodu niewydolności serca.

## Filmografia
Serial TV
- 1946: Lights Out
- 1952: The Ford Television Theatre
- 1956: Playhouse 90 jako Marina Arkwright
- 1959: Bonanza jako Lotta
- 1963: Prawo Burke’a jako hrabina Barbara Erozzi
- 1964: The Munsters jako Lily Munster
- 1990: Życie jak sen jako Francesca Goldman

Film
- 1941: Harvard, Here I Come! jako dziewczyna w kąpieli
- 1945: Salome, Where She Danced jako Salome
- 1947: Song of Scheherazade jako Cara de Talavera
- 1942: Pistolet do wynajęcia jako Showgirl w klubie Neptun
- 1947: Brutalna siła jako Gina Ferrara
- 1950: Pustynny jastrząb jako księżniczka Scheherazade
- 1954: Happy Ever After jako Serena McGluskey
- 1956: Dziesięcioro przykazań jako Sefora
- 1957: Zatoka Aniołów jako Amantha Starr
- 1958: Miecz i krzyż jako Maria Magdalena
- 1959: Timbuktu jako Natalie Dufort
- 1963: McLintock! jako Louise Warren
- 1964: Międzynarodowa sprawa jako Dolores
- 1968: Władza jako Sally Hallson
- 1990: Lustro, Lustro jako Emelin
- 1991: Oskar, czyli 60 kłopotów na minutę jako ciocia Rosa
- 1995: The Barefoot Executive jako Norma

## Wyróżnienia
Ma dwie gwiazdy na Hollywoodzkiej Alei Gwiazd.